# Antonio Doria (condottiero)
Antonio Doria (Genova, 1495 circa – fine di gennaio 1577) è stato un condottiero e nobile italiano di origine genovese.

## Biografia
Antonio Doria nacque a Genova intorno al 1495, figlio di Battista e Isottina Doria. Non si hanno molte notizie sulla sua famiglia e sui primi anni della sua vita: il padre Battista risulta nell'elenco degli Anziani della Repubblica di Genova nel 1491 e forse da giovane Antonio lavorò in Spagna al servizio di un mercante della famiglia Spinola.

Nel 1526 Antonio, all'epoca comandante di due galere, è citato tra i collaboratori del celebre cugino Andrea Doria durante alcune trattative con i francesi. Negli anni successivi ebbe un rapporto molto stretto con Andrea e lo seguì sia quando l'ammiraglio entrò al servizio di Papa Clemente VII come comandante della flotta pontificia sia quando l'anno seguente, scaduto il contratto con il Papa, tornò al servizio dei francesi.
Nel 1528 i rapporti tra i due cugini dovettero subire una rottura e quando Andrea passò al servizio dello spagnolo Carlo V d'Asburgo Antonio decise di continuare a lavorare per la flotta francese comandata da Antoine de La Rochefoucauld, anche se alcuni anni più tardi passò anch'egli al servizio degli spagnoli, presso i quali ottenne importanti successi.
Nel 1547, in seguito alla fallita congiura di Gianluigi Fieschi, ad Antonio Doria venne assegnato il feudo di Santo Stefano d'Aveto, requisito alla famiglia rivale. Nel 1556 convertì inoltre la rendita di 2000 scudi che gli era stata concessa dal sovrano spagnolo nel feudo di Ginosa, in Puglia.
Morì probabilmente alla fine di gennaio del 1577. Due dei figli gli premorirono, Lelio era morto a Roma durante il carnevale del 1560, Cesare che aveva partecipato alla battaglia di Lepanto, era morto a Finale, tra il 1575 e il 1576, in una rissa con altri giovani della nobiltà "vecchia" durante la guerra civile a Genova tra la nobiltà "vecchia" contrapposta alla "nuova".

## Discendenza
Antonio e Geronima Fieschi ebbero numerosi figli:
- Scipione;
- Lelio (?-1560);
- Cesare (?-1575/1576);
- Giovanni Battista (?-1583);
- Una figlia, sposò Antonio Spinola;
- Una figlia, sposò Germano Ravaschiero.

## Palazzo Doria Spinola

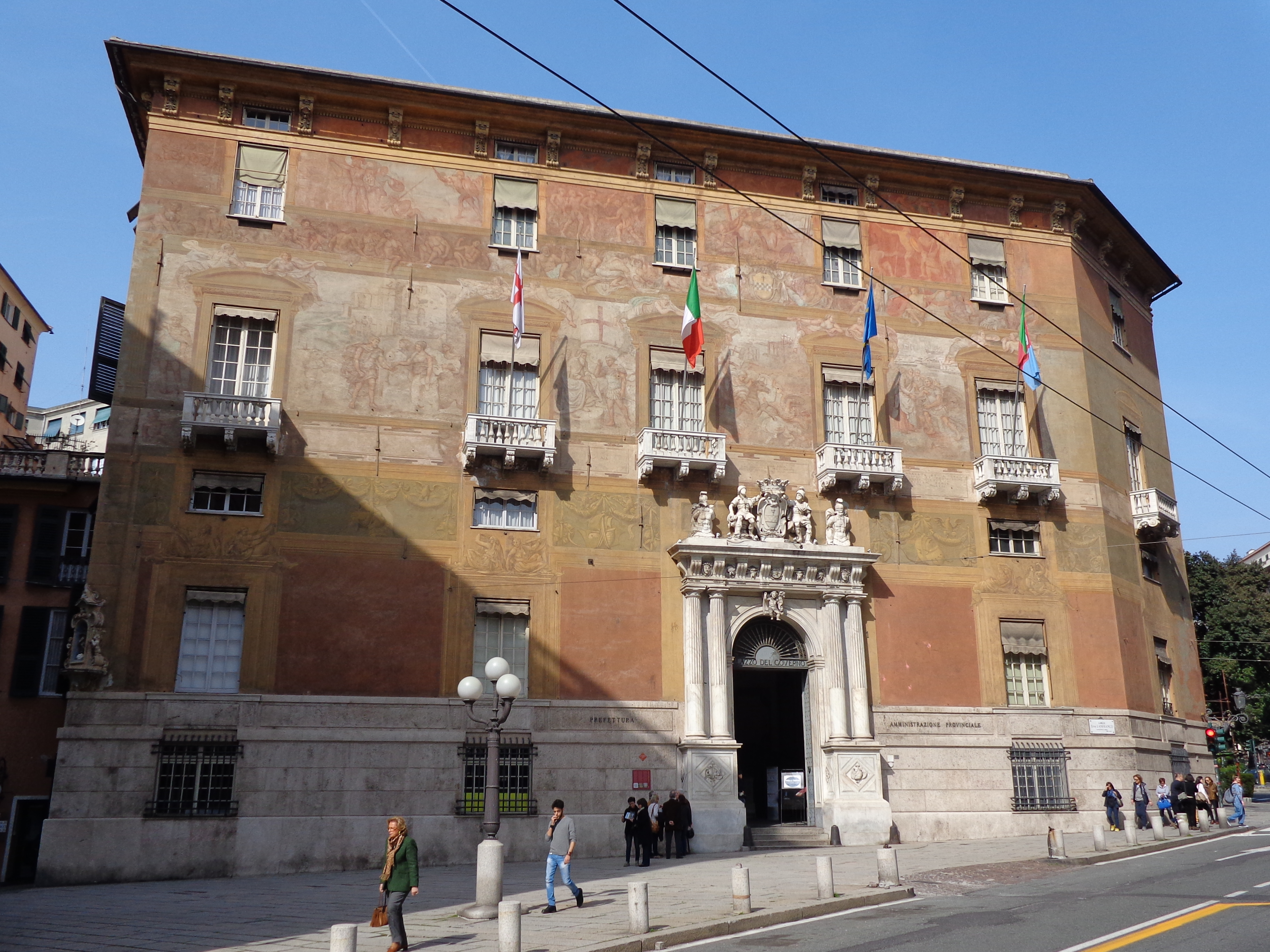
Palazzo Doria-Spinola, sede della Provincia.

Intorno al 1530 Antonio aveva acquistato a Genova un palazzo, un tempo appartenuto alla famiglia Fregoso, situato presso Porta San Tommaso, ma già nel 1537 fu costretto a vendere la proprietà che fu demolita dalla Repubblica per poter costruire un nuovo tratto delle mura difensive della città.
Agli inizi degli anni 1540 acquistò quindi un nuovo terreno nei pressi della porta dell'Acquasola, dove tra il 1541 e il 1543 fu edificato probabilmente su progetto di Bernardino Cantone e Giovan Battista Castello quello che è ora conosciuto come Palazzo Doria-Spinola.